# 크리스퍼스 애턱스
크리스퍼스 애턱스(Crispus Attucks, 1723년 ? ~ 1770년 3월 5일)는 보스턴 학살 사건에서 관중들을 이끈 미국의 흑인 순교자이다.

## 어린 시절
1723년 경에 노예로 태어난 애턱스는 아프리카에서 아메리카로 운송되어 온 노예 프린스 용거와 내티크 인디언 낸시 애턱스의 아들인 것으로 믿어졌다. 애턱스의 일생 혹은 소문으로는 보스턴의 겨우 외부에 있는 촌에서 거주한 그의 가족에 관하여 약간 알려졌다.
합쳐진 것들이 물건들을 사고 거래하는 일찍이 실력을 보인 젊은 남성의 그림을 그린다. 그는 노예 제도를 탈출하는 결과를 두려워하지 않은 것으로 보였다. 역사가들은 백인 대지주가 젊은 도망 노예의 복귀를 위하여 10 파운드를 지불하는 데 제안한 것에 보스턴 가제트의 1750년 판에서 광고의 전념이었다는 것을 이론상 상정한다.
광고는 "마지막으로 9월 30일 자신의 주인 프래밍햄의 윌리엄 브라운으로부터 도망친 크리스파스로 불린 대략 27세의 물라토, 6 피트 2 인치 신장, 짧은 곱슬머리..."로 읽혀졌다.
하지만 애턱스는 영원히 탈출할 수 있어 보스턴에 들어오고 나가는 무역선과 포경선에 다음 2개의 10년 세월을 보냈다. 그는 또한 밧줄 제조자로서 직업을 찾았다.

## 애턱스와 보스턴 학살

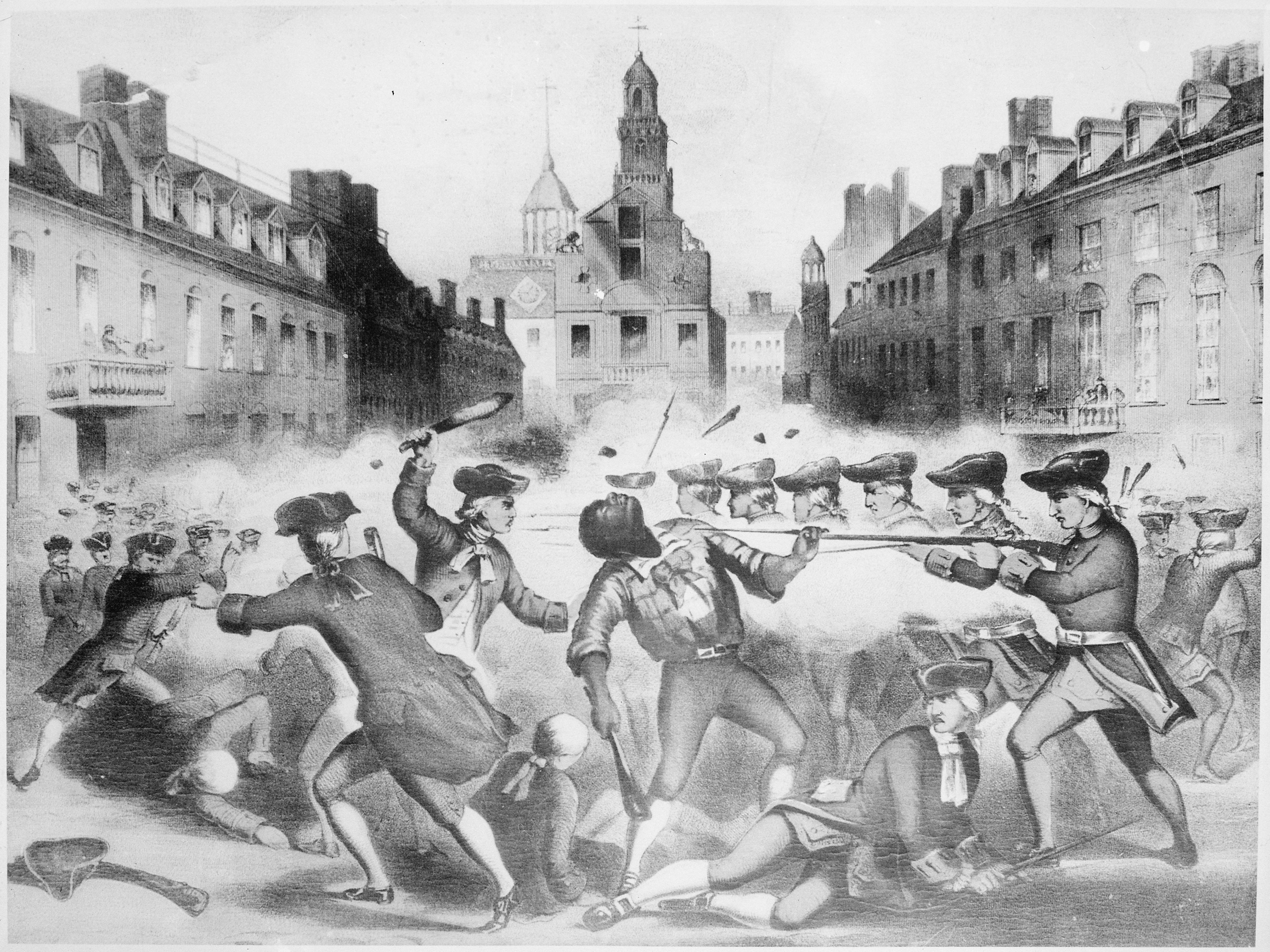
보스턴 학살에서 순교하는 애턱스

식민지들에 영국의 통치가 강화되면서 식민지 주민과 영국군들 사이에 긴장들이 고조되었다. 애턱스는 악화된 상황에 의하여 직접적인 영향을 맏은 이들 중의 하나였다. 육지로 돌아온 동안 영국군들은 정규적으로 식민지 주민들로부터 비상근 직업을 가져갔고, 애턱스 같은 선원들은 자신들이 영국 해군으로 강제로 들어갈 수 있었던 위협과 함께 끊임없이 살았다.
1770년 3월 2일 보스턴 밧줄 제조자들의 단체와 3명의 영국군들 사이에 싸움이 일어났다. 보고적으로 애턱스가 그 중에 하나였던 격노한 선원들에 의하여 인사를 받는 것만으로 직업을 찾던 한명의 영국군이 보스턴의 술집에 들어간지 3밤 후에 갈등이 심해졌다.
이어진 것들을 여긴 상세한 내용들이 토론의 근원이었으나 그날 저녁 보스턴 시민들의 단체가 세관의 앞에서 보초에 접근하여 그를 조롱하기 시작하였다. 상황은 빠르게 확대되었다. 영국군들의 파견단이 자신들의 동료 군인을 방어하러 왔을 때 더욱 화가 난 보스턴 시민들은 소동에 가입하여 군인들에게 눈덩이와 다른 물건들을 던졌다.

## 사망
애턱스는 수십명의 사람들 사이에서 싸움의 최전선에 있던 이들 중의 하나였고, 영국군이 사격했을 때 그는 살해된 5명의 남성들 중의 하나였다. 그의 살해는 그를 미국 독립 전쟁의 첫 사상자로 만들었다.
보스턴 학살로 빠르게 알려진 삽화적인 일은 영국군과 전쟁으로 향한 식민지 주민들을 추진하였다.

## 학살 후 재판

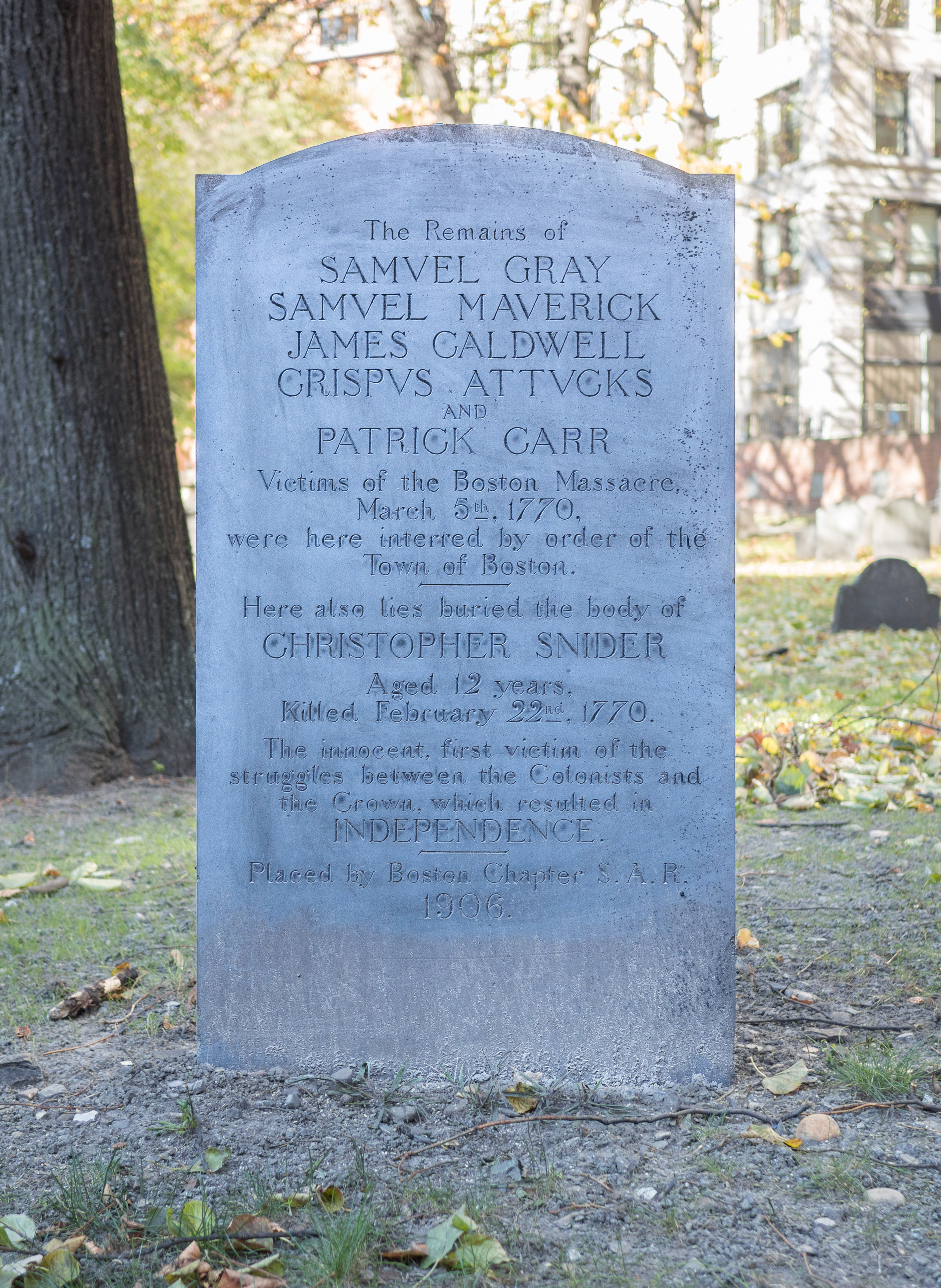
그래너리 묘지에 있는 애턱스의 묘비

사건에 연루된 8명의 군인들과 자신의 부하들로부터 따로 재판을 받은 그들의 대위 토머스 프레스턴이 자기 방어의 근거에 무죄를 선고 받았을 때 불길들은 더욱 더 불이 붙었다. 미국의 2대 대통령이 되러 간 존 애덤스는 법정에서 군인들을 방어하였다. 재판이 열린 동안 애덤스는 식민지 주민들을 자신의 고객들에게 사격을 가하는 데 강요한 무질서한 폭도로 불렀다.
애덤스는 애턱스가 공격 지도를 도운 것을 비난하였지만 토론은 어떻게 그가 사실상 싸움에 있었던 것에 연루된 것에 격노하였다. 훗날 "미국 건국의 아버지" 새뮤얼 애덤스는 사격이 발포되었을 때 애턱스가 단순하게 "막대기에 기대고" 있었다는 것을 주장하였다.

## 성취들과 유산
애턱스는 순교자가 되었다. 그의 시체는 공격에서 살해된 그와 다른이들이 상태에 누워 있던 패늘 홀로 옮겨졌다. 도시의 지도자들은 사건에서 분리법을 포기하였고, 애턱스를 다른이들과 안장되는 데 허용하였다.
그의 사망 이래 세월들에 애턱스의 유산은 계속되어 영국의 규칙을 깨고 싶었던 미욱의 식민지 주민들과 처음으로, 그리고 후에 19세기 노예제 폐지론자들과 20세기 민권 운동가들 중에 있었다. 1964년 자신의 저서 〈왜 우리는 기다릴 수 없는가〉에서 마틴 루터 킹 주니어는 미국의 역사에서 자신의 도덕적 용기와 역할 정의를 위하여 애턱스를 찬양하였다.

## 같이 보기
- 보스턴 학살